# Lutterbach
 Lutterbach (en alsacià Lütterbàch) és un municipi francès, situat a la regió del Gran Est, al departament de l'Alt Rin. L'any 2004 tenia 6.070 habitants.

## Demografia
| 1962  | 1968  | 1975  | 1982  | 1990  | 1999  |
| ----- | ----- | ----- | ----- | ----- | ----- |
| 3.678 | 4.036 | 4.742 | 5.039 | 5.325 | 5.581 |

## Administració
| Període   | Identitat          | Partit |
| --------- | ------------------ | ------ |
| 1945-1953 | Nicolas Sick       |        |
| 1953-1977 | Marcel Baumgartner |        |
| 1977-2001 | Roger Winterhalter |        |
| 2001-     | André Clad         |        |